# ألكسندر ويلسون
ألكسندر ويلسون (بالإنجليزية: Alexander Wilson) (و. 1714 – 1786 م) هو رياضياتي، وعالم فلك، وعالم أرصاد جوية، وأستاذ جامعي، من المملكة المتحدة، ولد في سنت اندروز، توفي في غلاسكو، عن عمر يناهز 72 عاماً.

## التعليم
تعلم في جامعة سانت أندروز.